# Ванец
Ванец — деревня в Шимском районе Новгородской области в составе Медведского сельского поселения.

## География
Находится в западной части Новгородской области на расстоянии приблизительно 22 км на северо-запад по прямой от районного центра поселка Шимск на правом берегу реки Мшага.

## История
На карте 1840 года уже была отмечена как «2-й Роты  1-е и 2-е Кап.». Входила в систему военных поселений в Новгородской губернии. На карте 1847 года отмечена как поселение с современным названием и с 31 двором. В 1907 году здесь (деревня Новгородского уезда Новгородской губернии) было учтено 48 дворов.

## Население
Численность населения: 148 человек (1907 год), 42 (русские 98 %) в 2002 году, 35 в 2010.